# Stadio Marco Provini
Il Marco Provini è lo stadio di baseball di Novara.
È situato in via Patti, di lato allo stadio Silvio Piola che ospita le partite del Novara Calcio, ed è dedicato al giocatore e allenatore Marco Provini morto appena ventenne per un male incurabile.

## Storia
Nel 1988 ospitò sette partite del  Campionato Mondiale di Baseball.
Durante il 2009, lo stadio è stato ristrutturato per ospitare alcune gare della Baseball World Cup con le nazionali di Italia, Canada, Australia, Giappone, Antille Olandesi e Cina Taipei.
Nel 2010-2011-2012-2013-2014-2015-2016-2017-2018-2019-2022-2023 ha ospitato la finale intercontinentale Little League Senior EMEA (Europe, Middle East, Africa).

## Utilizzo
Lo stadio viene utilizzato dal Baseball Novara, oggi Athletics Novara, società che milita nei Campionati Seniores e Giovanili della FIBS.